# Ephemerophila
Ephemerophila es un género de polillas perteneciente a la familia Geometridae, erigido por el lepidopterólogo inglés William Warren en 1894. Desde entonces, su taxonomía ha sido dudosa. El género Ephemerophila se considera a veces sinónimo del género Menophra. Se diferencia de otros géneros principalmente por su morfología genital.

## Especies
- Ephemerophila decorata (Moore, [1868])
- Ephemerophila humeraria (Moore, [1868])
- Ephemerophila subterminalis (Prout, 1925)